# Mega Man
A Mega Man (japánul: ロックマン, Rokkuman) japán science fiction videojáték-franchise, amelyet a Capcom készített. Mindegyik játékban egy robot karakter a főszereplő, akit Mega Mannek hívnak. Az első, Mega Man című játék 1987-ben jelent meg Nintendo Entertainment System platformra, azóta több, mint 50 játék jelent meg, különböző platformokon.
A játéksorozat tagjaiból 36 millió példány fogyott világszerte.
Az összes Mega Man játék egy folyamatos idővonalon játszódik, kivéve a Mega Man Battle Network-öt és a Mega Man Star Force-ot, amelyek másik idővonalon játszódnak.

## Történet
Az eredeti történet szerint Mega Man (eredetileg Rock), egy robot, amelyet Doctor Light tudós készített, Dr. Wily-vel együttműködésben. Dr. Wily ezután elárulta Dr. Light-ot, és átprogramozta a legtöbb robotját. Rock-ból harcos robot lett, aki megvédi a világot Wily gonosz robotjaitól, így lett Mega Man.

## További megjelenések
A karakter több egyéb videojátékban is feltűnt, például a Marvel vs. Capcom-ban és folytatásaiban, az Onimusha Blade Warriors-ban és a Street Fighter X Tekken-ben is.
Első televíziós megjelenése a rövid életű Captain N: The Game Master című sorozatban volt, amelyben több Nintendo játék szereplői szerepeltek, egy közös univerzumban. Az első televíziós sorozat, amely kimondottan Mega Man köré épült, az 1994-es sorozat volt.
Ezután több animében is feltűnt.
2015. szeptember 2.-án a 20th Century Fox, a Chernin Entertainment és a Capcom elkezdtek fejleszteni egy Mega Man filmet. A film producere Peter Chernin, Ryan Harrigan és David Ready. 2017. július 19.-én Henry Joost-ot és Ariel Schulmant fogadták fel, hogy írják és rendezzék a filmet, producernek pedig Masi Okát fogadták fel. 2019. augusztus 8.-án, miután a Disney felvásárolta a 21st Century Fox-ot, a film munkálatait leállították, több egyéb videojáték alapú filmmel egyetemben. Ugyanezen év októberében a Capcom bejelentette, hogy a Disney továbbra is dolgozik a filmen. A The Hollywood Reporter szerint Mattson Tomlin fogja írni a forgatókönyvet. 2020. április 7.-én Peter Chernin szerződést kötött a Netflix-szel.

## Fogadtatás
A GamesRadar szerint a Mega Man "szint választási lehetősége" nyitotta meg a kaput a legtöbb nyílt világú, több küldetésből álló, mellékküldetésekkel teli játékoknak, mint a Grand Theft Auto-nak, a Red Dead Redemption-nek és a Spider-Man: Shattered Dimensions-nek.
Az eredeti Mega Man sorozat pozitív kritikákat kapott. Az IGN mind a hat játékot a 100 legjobb NES játék közé sorolta. A Mega Man 2-t többen is a sorozat legjobbjának tartják. Az IGN a negyedik legjobb NES játéknak választotta meg.
A Mega Man X sorozat első játéka is pozitív kritikákat kapott több magazintól is, például az Electronic Gaming Monthly-tól, a GamePro-tól, a Game Players-től, a Nintendo Power-től, a Super Play-től, a Total! német verziójától és az IGN-től is.
Az IGN, a GameSpot, a GamesRadar és a 1UP.com szerint a Mega Man X sikeresen átkonvertálta a sorozat létezését a már elavultnak számító NES-ről a SNES-re.
A Nintendo Power az 58. helyre sorolta a Mega Man X-et, a "200 legjobb játék" listáján a 103. helyet szerezte meg, és a tizenegyedik legjobb SNES játéknak is nevezte. A GamesRadar és a 
ScrewAttack is a nyolcadik legjobb SNES játéknak tartotta a Mega Man X-et. A GamePro szerint a nyolcadik legjobb 16 bites videojáték. A Game Informer a 120. helyre sorolta a "Minden idők 200 legjobb játéka" listáján.
Mega Man karaktere is pozitív kritikákat kapott. Az IGN a Capcom ikonjának nevezte. A Nintendo Power a negyedik kedvenc hőseiknek választotta. Több magazin, például a Joystick Division, a UGO Networks és a Complex is a "legjobb robotnak" nevezte. A GameDaily a legjobb Capcom karakternek nevezte.